# Endschütz

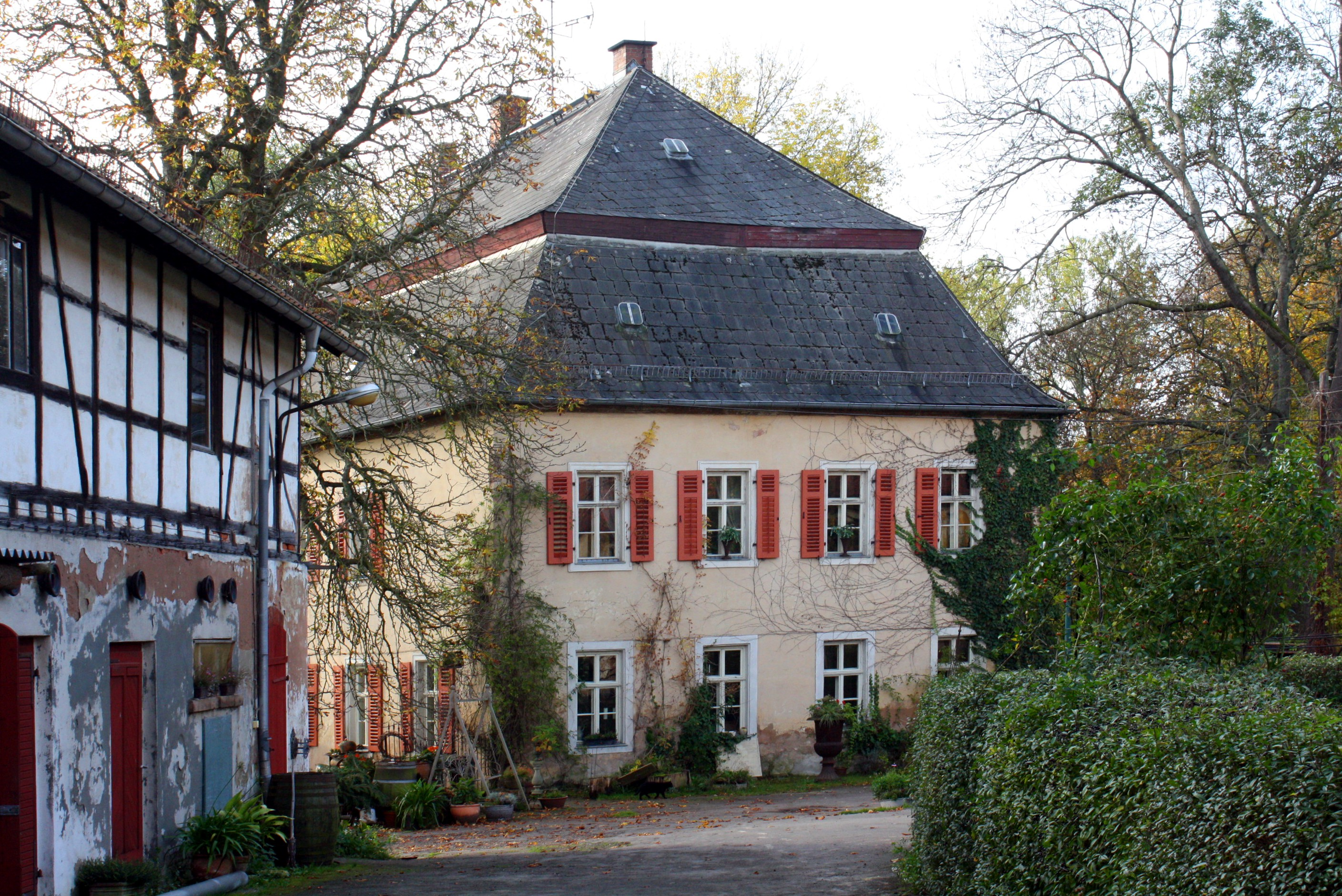
Herrenhaus des Rittergutes

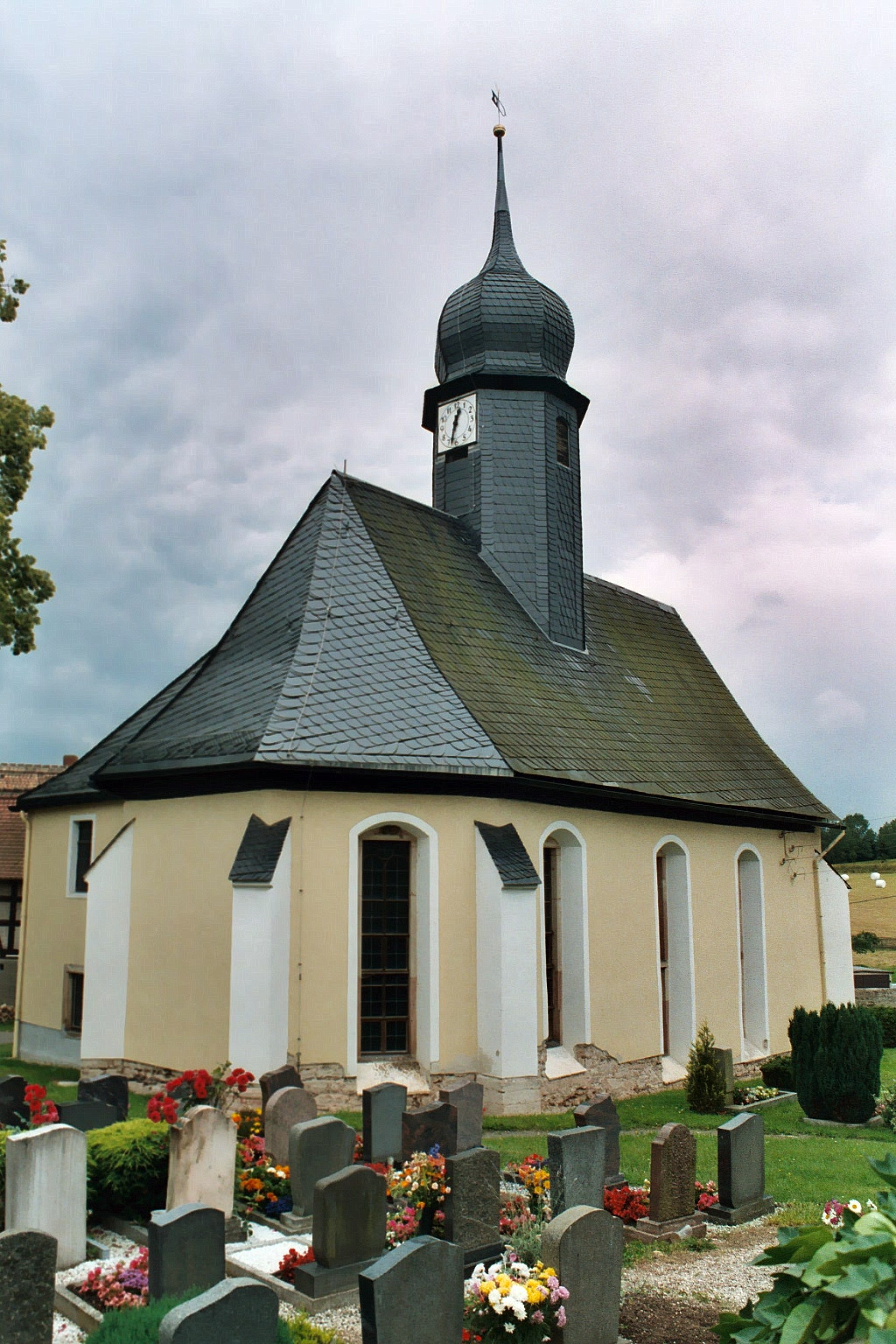
Kirche

Endschütz ist eine Gemeinde im thüringischen Landkreis Greiz. Sie gehört zur Verwaltungsgemeinschaft Ländereck.

## Geographie

### Geographische Lage
Endschütz befindet sich südöstlich von Wünschendorf/Elster und östlich der Weißen Elster auf einer Hochfläche. Durch den Ortsteil fließt der Fuchsbach und im Ort befindet sich ein Dorfteich. Das Gemeindegebiet wird nach der naturräumlichen Gliederung des Landes Thüringen im Südwesten zum Naturraum Ostthüringer Schiefergebirge–Vogtland und im Nordosten zur Saale-Sandsteinplatte gezählt. Die nächsten Städte sind Berga/Elster (3 km südlich), Weida (4 km westlich), Ronneburg (6 km nordöstlich) und Gera (Stadtzentrum 7 km nordwestlich).

### Nachbargemeinden
Angrenzende Gemeinden sind die Stadt Berga-Wünschendorf, Linda b. Weida sowie die kreisfreie Stadt Gera. Gera grenzt mit dem Ortsteil Falka nur mittelbar an.

### Gemeindegliederung
Zur Gemeinde Endschütz gehört der Ortsteil Letzendorf und die Kleinsiedlung Jährig.

## Geschichte
Die urkundliche Ersterwähnung fand für Endschütz 1445 statt.
Endschütz war 1568 von Hexenverfolgung betroffen. Der Mann Nickel Traute geriet in einen Hexenprozess. Er wurde mit glühenden Zangen gerissen, gerädert, dann verbrannt.
Im 19. und frühem 20. Jahrhundert bestand in Endschütz das im 18. Jahrhundert erbaute Rittergut Endschütz, das nach 1945 enteignet und später ein Betriebsteil des VEG Meilitz wurde. Das Gut stand bis 1993 leer und wird seitdem saniert. Unter anderem kümmert sich der Verein Rittergut Endschütz e. V. um das Anwesen, dem im Jahre 2007 der Denkmalschutzpreis verliehen wurde.
Die in der Dorfmitte stehende Kirche St. Marien wurde im 14. Jahrhundert gegründet.

### Einwohnerentwicklung
1939 lebten in Endschütz und Letzendorf zusammengenommen noch 512 Einwohner.
Entwicklung der Einwohnerzahl (Stand jeweils 31. Dezember):
| - 1994: 380 - 1995: 383 - 1996: 401 - 1997: 410 - 1998: 409 - 1999: 412 | - 2000: 408 - 2001: 392 - 2002: 394 - 2003: 391 - 2004: 387 - 2005: 392 | - 2006: 376 - 2007: 379 - 2008: 363 - 2009: 359 - 2010: 354 - 2011: 343 | - 2012: 330 - 2013: 332 - 2014: 334 - 2015: 334 - 2016: 341 - 2017: 326 | - 2018: 323 - 2019: 325 - 2020: 327 - 2021: 325 - 2022: 335 - 2023: 330 |

 Datenquelle: Thüringer Landesamt für Statistik

## Politik

### Gemeinderat
Seit der Kommunalwahl vom 25. Mai 2014 setzt sich der Gemeinderat wie folgt zusammen:
- Freiwillige Feuerwehr Endschütz (FFWE) – 3 Sitze (42,9 %)
- Evang.- Luth. Kirchgemeinde Endschütz (ELKE) – 2 Sitze (36,0 %)
- Freie Wählergemeinschaft Endschütz (FWE) – 1 Sitz (14,6 %)
- Sportgemeinschaft Endschütz e. V. (SGE) – keinen Sitz (6,5 %)

Die Wahlbeteiligung lag bei 56,7 %, das ist ein Rückgang gegenüber 2009 um 5,4 %p.

### Bürgermeister
Bei der Bürgermeisterwahl am 13. Juni 1999 erhielt Sylvio Nitschke mit 82,2 % die Mehrheit der Stimmen. Die Wiederwahl erfolgte 2004 (89,5 %) und 2010 (74,3 %). 2017 wurde Heino Vetterlein gewählt (94,9 %).

## Wirtschaft und Infrastruktur

### Verkehr

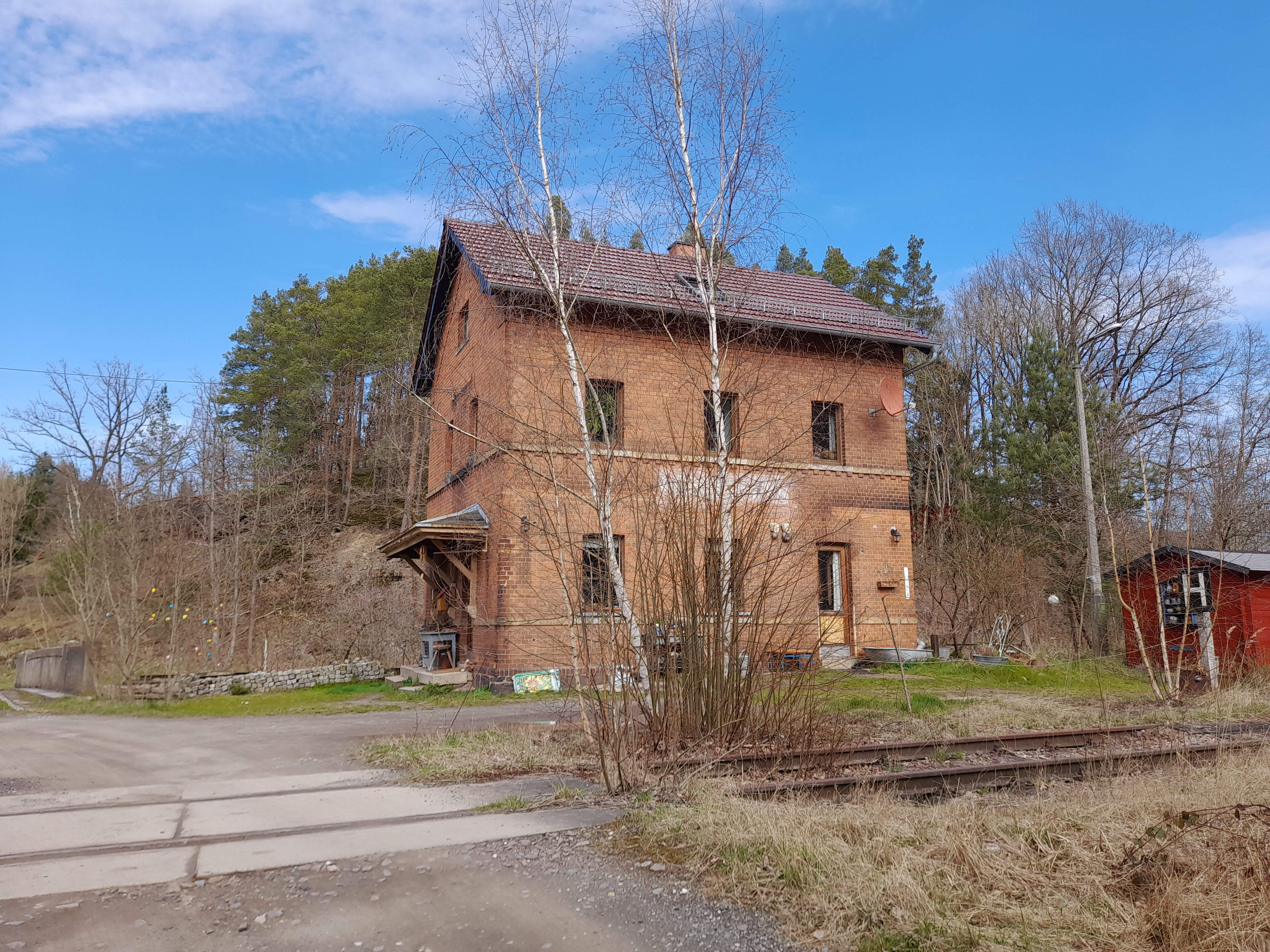
Haltepunkt Endschütz, Empfangsgebäude (2022)

Das Dorf Endschütz wird von der Kreisstraße K 117 verkehrsmäßig an das Umland angeschlossen. Eine Gemeindestraße bindet Letzendorf an die K 117 und an Wolfersdorf an. An Werktagen außer an Samstagen verkehrt die Buslinie 219 Gera–Wünschendorf–Linda–Wolfersdorf der RVG Regionalverkehr Gera/Land über Endschütz, Jährig und Letzendorf. Von 1876 bis zum 29. Mai 1999 besaß die Gemeinde Anschluss an die Bahnstrecke Werdau–Mehltheuer. Zum 30. Mai 1999 wurde der Personenverkehr eingestellt. Seitdem befindet sich die nächste Bahnstation im fünf Kilometer entfernten Wünschendorf.

### Wasserver- und Abwasserentsorgung
Die Gemeinde Endschütz ist Mitglied im Zweckverband Wasser / Abwasser Mittleres Elstertal. Dieser übernimmt für die Gemeinde die Trinkwasserversorgung und Abwasserentsorgung.

## Persönlichkeiten
- August Schumann (1773–1826), Buchhändler und Verleger, Vater des Komponisten Robert Schumann
- Anton Bräunlich (1823–1878), Pädagoge
- Johannes Müller (1935–2012), Maler